# HEPA

Opbouw van een HEPA-filter

HEPA is een afkorting van high-efficiency particulate air (hoewel ook andere benamingen bekend zijn) en is van toepassing op specifieke type luchtfilters die tussen minimaal 85% en maximaal 99,999995% van alle stofdeeltjes van 0,3 micrometer (µm) tegenhouden, afhankelijk van het specifieke filtertype. Deeltjes die groter of kleiner zijn, worden efficiënter ingevangen dan deeltjes van rond 0,3 µm, dit als gevolg van respectievelijk toenemende vangst door diffusie (toenemend meer naarmate de deeltjes kleiner worden) en toenemende vangst door inertie (toenemend naarmate de deeltjes groter worden).

## Specificaties
Een HEPA-filter is gespecificeerd in Europese Norm 1822:2009 van de Europese Unie. Hierin staan verschillende klassen van HEPA-filters:
| HEPA-klasse | Retentie (totaal) | Retentie (plaatselijk) |
| ----------- | ----------------- | ---------------------- |
| E10         | > 85%             | ---                    |
| E11         | > 95%             | ---                    |
| E12         | > 99,5%           | ---                    |
| H13         | > 99,95%          | > 99,75%               |
| H14         | > 99,995%         | > 99,975%              |
| U15         | > 99,9995%        | > 99,9975%             |
| U16         | > 99,99995%       | > 99,99975%            |
| U17         | > 99,999995%      | > 99,9999%             |

De aanduiding "HEPA-filter" is alleen van toepassing op filters die minimaal aan bovenstaande eisen voldoen.

## Geschiedenis en toepassing
Het HEPA-filter is ontworpen in de jaren veertig van de twintigste eeuw voor het Manhattan Project om de verspreiding van radioactieve verontreinigingen via de lucht te voorkomen. Het filter kwam commercieel beschikbaar in de jaren vijftig. De naam werd een beschermd handelsmerk en een algemene naam voor zeer efficiënte filters.
Door de jaren heen zijn de filters verder ontwikkeld om te voldoen aan steeds hogere eisen voor luchtkwaliteit in hightech-toepassingen zoals lucht- en ruimtevaart, farmaceutische industrie, cleanrooms, operatiezalen en quarantaineafdelingen in ziekenhuizen, gezondheidszorg, kernenergie en elektronica (fabricage van chips). Ook bij allergie voor allergenen in de lucht zoals huisstof kunnen HEPA-filters worden gebruikt. Het gebruik van HEPA-filters is verplicht bij het verwijderen van asbest.